# Himno de la República Socialista Soviética de Estonia
El Himno Estatal de la República Socialista Soviética de Estonia (estonio: Eesti Nõukogude Sotsialistliku Vabariigi Hümn; ruso: Гимн Эстонской Советской Социалистической Республики, transliteración: Gimn Estonskoj Sovetskoj Socialističeskoj Respubliki) fue el himno de la RSS de Estonia, una de las repúblicas constituyentes de la Unión Soviética. 

## Historia
La música fue compuesta por Gustav Ernesaks, y la letra por Johannes Semper. Desde 1956 hasta 1990 se usó una versión modificada de la original del himno eliminando la mención a Iósif Stalin. Fue, junto con los himnos de la RSS de Georgia y la RSS Carelo-Finesa, uno de los himnos de las repúblicas soviéticas que no menciona a Rusia.
Tras la independencia en 1991, fue restaurado Mu isamaa, mu õnn ja rõõm, himno de la nación báltica cuando se independizó del Imperio ruso en 1918.

## Letra

### Versión original (1945 - 1953)
| Estonio | Cirílico estonio | Transcripción AFI | Traducción |
| Jää kestma, Kalevite kange rahvas, ja seisa kaljuna, me kodumaa! Ei vaibund kannatustes sinu vahvus, end läbi sajanditest murdsid sa ja tõusid töötajate vabaks maaks, et päikene su päevadesse paista saaks. Nüüd huuga, tehas, vili, nurmel vooga, sirp, lõika, alasile, haamer, löö! Nõukogu elu, tuksu võimsa hooga, too õnne rahvale, me tubli töö! Me Liidu rahvaste ja riike seas sa, Eesti, sammu esimeste kindlas reas! Kui kants-nii seisavad su kodurannad, su ees vaid lainetavad laiad veed. Sa kõrgel Leninlikku lippu kannad suur Stalin juhtimas su tõusuteed. Käi kindlalt, saatmas sind su õnneteel me võitlusvaim ja kohkumatu mehemeel! | Я̈ӓ кэстма, Калэвітэ кангэ рахвас, я сэйса калюна, мэ кодумаа! Эй вайбунд каннатустэс сіну вахвус, энд лӓбі саяндітэст мурдсід са. Я тыўсід тӧӧтаятэ вабакс маакс, эт пӓйкэнэ су пӓэвадэссэ пайста саакс. Нӱӱд хуўга, тэхас, вілі, нурмэл воога, сірп, лыйка, аласілэ, хаамэр, лӧӧ! Ныўкогу элу, туксу выймса хоога, тоо ыннэ рахвалэ, мэ тублі тӧӧ! Мэ Лійду рахвастэ я рійкэ сэас са, Ээсті, самму эсімэстэ кіндлас рэас! Куй канц-ній сэйсавад су кодураннад, су ээс вайд лайнэтавад лайад вээд. Са кыргэл Лэнінлікку ліппу каннад суур Сталін юхтімас су тыўсутээд. Кӓй кіндлалт, саатмас сінд су ыннэтээл мэ выйтлусвайм я кохкумату мэхэмээл! | [jæ̈ː kestmɑ̝ ǀ kɑ̝leʋite̞ kɑ̝ŋk̬e̞ rɑ̝hʋɑ̝s] [jɑ̽ sei̯sɑ̝ kɑ̝lju̟nɑ̝ ǀ me̞ kot̬umɑ̝ː] [ei̯ ʋɑ̽i̯p̬unt̬ kɑ̝nːɑ̝tustes sinu ʋɑ̝hʋus] [ent̬ læ̈p̬i sɑ̽jɑ̽nt̬itest murt̬sit̬ sɑ̝] [jɑ̽ tɤu̯sit̬ tøːtɑ̽jɑ̽te̞ ʋɑ̝p̬ɑ̝ks mɑ̝ːks] [et pæ̈i̯kene̞ su pæ̈e̯ʋɑ̝t̬esːe̞ pɑ̽i̯stɑ̝ sɑ̝ːks] [nÿːt̬ huːk̬ɑ̝ teɦɑ̝s ʋili nurmel ʋoːk̬ɑ̝] [sirp lɤi̯kɑ̝ ɑ̝lɑ̝sile hɑ̝ːmer løː] [nɤu̯kok̬u elu ǀ tuksu ʋɤi̯msɑ̝ hoːk̬ɑ̝] [toː ɤnːe̞ rɑ̝hʋɑ̝le̞ ǀ me̞ tup̬li tøː] [me̞ liːt̬u rɑ̝hʋɑ̝ste̞ jɑ̽ riːke̞ seɑ̝̯s] [sɑ̝ eːsti ǀ sɑ̝mːu esimeste̞ kint̬lɑ̝s reɑ̝̯s] [ku̟i̯ kɑ̝ntsniː sei̯sɑ̝ʋɑ̝t̬ su kot̬urɑ̝nːɑ̝t̬] [su eːs ʋɑ̽i̯t̬ lɑ̽i̯netɑ̝ʋɑ̝t̬ lɑ̽i̯ɑ̽t̬ ʋeːt̬] [sɑ̝ kɤrk̬el leninlikːu lipːu kɑ̝nːɑ̝t̬] [suːr stɑ̝lin ju̟htimɑ̝s su tɤu̯suteːt̬] [kæ̈i̯ kint̬lɑ̝lt ǀ sɑ̝ːtmɑ̝s sint̬ su ɤnːeteːl] [me̞ ʋɤi̯tlusʋɑ̽i̯m jɑ̽ koxkumɑ̝tu mehemeːl] | Aguantado, heroico pueblo de Kalevs. Y quedate como una roca, nuestra patria! Tu coraje no se calmó en los sufrimientos. Te rompiste a través de los siglos Y surgió un país libre para los trabajadores, porque el sol podría brillar en tus días Rugidos, fábricas y campos de maíz, ola; ¡Cosecha, hoz y paliza, martillo! Que la vida de los soviéticos palpite en un columpio poderoso; ¡Que la felicidad sea traída a la gente por un buen trabajo! Entre nuestras naciones y estados soviéticos. Estonia, ¡marcha en firme! Si asi son las playas en nuestro hogar Hay aguas amplias frente a ti Llevas el estandarte de Lenin en alto, Stalin guiará nuestros pasos. y nos llevara de victoria en victoria. Crecer en su firme liderazgo. Y hazte poderoso y justo, nuestra Patria! |

### Versión post-estalinista (1956 - 1990)
| Estonio | Cirílico estonio | Transcripción AFI | Traducción |
| Jää kestma, Kalevite kange rahvas, ja seisa kaljuna, me kodumaa! Ei vaibund kannatustes sinu vahvus, end läbi sajanditest murdsid sa ja tõusid õitsvaks sotsialismimaaks, et päikene su päevadesse paista saaks. Nüüd huuga, tehas, vili, nurmel vooga, sirp, lõika, alasile, haamer, löö! Nõukogu elu, tuksu võimsa hooga, too õnne rahvale, me tubli töö! Me Liidu rahvaste ja riike seas sa, Eesti, sammu esimeste kindlas reas! Sa kõrgel Leninlikku lippu kannad ja julgelt kommunismi rada käid. Partei me sammudele suuna annab ja võidult võitudele viib ta meid. Ta kindlal juhtimisel kasva sa ja tugevaks ning kauniks saa, me kodumaa! | Я̈ӓ кэстма, Калэвітэ кангэ рахвас, я сэйса калюна, мэ кодумаа! Эй вайбунд каннатустэс сіну вахвус, энд лӓбі саяндітэст мурдсід са. я тыўсід ыйцвакс соціалісмімаакс, эт пӓйкэнэ су пӓэвадэссэ пайста саакс. Нӱӱд хуўга, тэхас, вілі, нурмэл воога, сірп, лыйка, аласілэ, хаамэр, лӧӧ! Ныўкогу элу, туксу выймса хоога, тоо ыннэ рахвалэ, мэ тублі тӧӧ! Мэ Лійду рахвастэ я рійкэ сэас са, Ээсті, самму эсімэстэ кіндлас рэас! Са кыргэл Лэнінлікку ліппу каннад я юлгэлт коммунісмі рада кӓйд. Партэй мэ саммудэлэ суўна аннаб я выйдулт выйтудэлэ війб та мэйд. Та кіндлал юхтімісэл касва са я тугэвакс нінг каўнікс саа, мэ кодумаа! | [jæ̈ː kestmɑ̝ ǀ kɑ̝leʋite̞ kɑ̝ŋk̬e̞ rɑ̝hʋɑ̝s] [jɑ̽ sei̯sɑ̝ kɑ̝lju̟nɑ̝ ǀ me̞ kot̬umɑ̝ː] [ei̯ ʋɑ̽i̯p̬unt̬ kɑ̝nːɑ̝tustes sinu ʋɑ̝hʋus] [ent̬ læ̈p̬i sɑ̽jɑ̽nt̬itest murt̬sit̬ sɑ̝] [jɑ̽ tɤu̯sit̬ ɤi̯tsʋɑ̝ks sotsiɑ̝̯lismimɑ̝ːks] [et pæ̈i̯kene̞ su pæ̈e̯ʋɑ̝t̬esːe̞ pɑ̽i̯stɑ̝ sɑ̝ːks] [nÿːt̬ huːk̬ɑ̝ teɦɑ̝s ʋili nurmel ʋoːk̬ɑ̝] [sirp lɤi̯kɑ̝ ɑ̝lɑ̝sile hɑ̝ːmer løː] [nɤu̯kok̬u elu ǀ tuksu ʋɤi̯msɑ̝ hoːk̬ɑ̝] [toː ɤnːe̞ rɑ̝hʋɑ̝le̞ ǀ me̞ tup̬li tøː] [me̞ liːt̬u rɑ̝hʋɑ̝ste̞ jɑ̽ riːke̞ seɑ̝̯s] [sɑ̝ eːsti ǀ sɑ̝mːu esimeste̞ kint̬lɑ̝s reɑ̝̯s] [sɑ̝ kɤrk̬el leninlikːu lipːu kɑ̝nːɑ̝t̬] [jɑ̽ ju̟lk̬elt komːunismi rɑ̝t̬ɑ̝ kæ̈i̯t̬] [pɑ̝rtei̯ me̞ sɑmːut̬ele̞ suːnɑ̝ ɑ̝nːɑ̝p̬] [jɑ̽ ʋɤi̯t̬ult ʋɤi̯tut̬ele̞ ʋiːp̬ tɑ̝ mei̯t̬] [tɑ̝ kint̬lɑ̝l juhtimisel kɑ̝sʋɑ̝ sɑ̝] [jɑ̽ tuk̬eʋɑ̝ks niŋk̬ kɑ̝u̯niks sɑ̝ː ǀ me̞ kot̬umɑ̝ː] | Aguantado, heroico pueblo de Kalevs. Y quedate como una roca, nuestra patria! Tu coraje no se calmó en los sufrimientos. Te rompiste a través de los siglos Y surgió un país socialista en flor, porque el sol podría brillar en tus días. Rugidos, fábricas y campos de maíz, ola; ¡Cosecha, hoz y paliza, martillo! Que la vida de los soviéticos palpite en un columpio poderoso; ¡Que la felicidad sea traída a la gente por un buen trabajo! Entre nuestras naciones y estados soviéticos. Estonia, ¡marcha en firme! Estás enarbolando la bandera de Lenin Estás marchando audazmente por el camino comunista. Nuestro Partido guiará nuestros pasos y llévanos de victoria en victoria. Crecer en su firme liderazgo ¡Y hazte poderoso y hermoso, nuestra patria! |